# Neil MacDonald
Neil MacDonald (* 28. Februar 1977 in Johannesburg) ist ein ehemaliger südafrikanischer Radrennfahrer.
Neil MacDonald konnte im Jahr 2000 die Gesamtwertung der Tour of South China Sea für sich entscheiden. Im nächsten Jahr gewann er dort eine Etappe und wurde Zweiter der Gesamtwertung. Ab 2001 fuhr er auch für das Team HSBC. 2004 wurde MacDonald Gesamtzweiter beim Giro del Capo. Er gewann die Monkey Mountain Cycle Challenge und die Deutsche Bank Mauritius Cycling Tour. In der Saison 2007 wurde MacDonald Dritter im Straßenrennen der südafrikanischen Meisterschaft. Außerdem gewann er eine Etappe der Marokko-Rundfahrt und die Knysna-Tour.

## Erfolge
2000
- Gesamtwertung Tour of South China Sea

2001
- eine Etappe Tour of South China Sea

2007
- eine Etappe Marokko-Rundfahrt

## Teams
- 2001 Team HSBC
- 2002 Team HSBC
- 2003 Team HSBC
- 2004 Team HSBC

 :::
- 2007 MTN-Microsoft
- 2008 Team MTN
- 2009 Team Medscheme
- 2010 Team Medscheme
- 2011 Team Bonitas
- 2012 Team Bonitas